# (1589) Fanatica
(1589) Fanatica est un astéroïde de la ceinture principale.

## Description
(1589) Fanatica est un astéroïde de la ceinture principale. Il fut découvert le 13 septembre 1950 à La Plata par Miguel Itzigsohn. Il présente une orbite caractérisée par un demi-grand axe de 2,42 UA, une excentricité de 0,09 et une inclinaison de 5,3° par rapport à l'écliptique.

## Nom
Ce nom, fanatica, a été donné pour désigner Eva Peron.

## Compléments